# Възраст
Вижте пояснителната страница за други значения на Възраст.
Възраст е периодът от време, изминало от раждането. Възрастта се отчита посредством единиците за време, като основно се използва „година“. Понятието „възраст“ отнесено за хората се използва главно в правото, а като по-общ термин – в много науки, изучаващи отношението на времето към дадено събитие. От философска гледна точка всяко събитие има свое начало, условно наречено „раждане“, и изминалото време от него може да се определи като възраст. С производния термин „възрастен“ най-общо се означава индивид, който е достигнал зряла или напреднала възраст. В трансакционния анализ „Възрастен“ е едно от трите его състояния, постулирани от Ерик Бърн.
Съществува и т. нар. умствена възраст – нивото на интелектуалното развитие, измерено с помощта на определени психометрични тестове. Понятието е въведено през 1905 г. от Алфред Бине, на когото дължим и първата метрична скала на интелигентността. 
За най-голяма възраст в познатата ни вселена се счита периодът от самото нейно „раждане“, изчисляван приблизително на 13,73 ± 0,12 млрд. години, базирано на наблюдения на реликтовото излъчване.

## Категоризация
Отчитането на възрастта в човешкото развитие започва още от зачеването, като по време на бременността, възрастта на фетуса се определя от гестационната седмица във време на бременността при човека. Започването на самостоятелно съществуване на организма се означава като раждане и с него започва отчитане на същинската възраст. Възрастта в началото се отчита с месеци, а впоследствие – години. Според възрастта на индивида се определят условни периоди:
- бебе – от раждането до едногодишна възраст;
- дете – от раждането до пубертета;
- юноша – от 12 до 20-годишна възраст;
- старост – приблизително след 60 годишна възраст;
- столетник – човек, живял 100 и повече години, в Уикипедия има категория със столетници.

В правото на Република България са определени и следните категории за възрастта на индивидите:
- малолетен – до 14 години;
- непълнолетен – от 14 до 18 години;
- пълнолетен – над 18 години.

## Права и задължения при различна възраст
Точните възрасти за различните права се различават в зависимост от държавните регулации, но като цяло се движат в общи рамки.

### Раждане
Първото право на човек, възникващо още при зачеването му, е да е наследник на бащата при евентуалната му смърт по време на бременността на майката, като правото се получава след раждането. След раждането си всеки човек има право на:
- живот;
- име;
- гражданство;
- закрила;
- здравни грижи;
- защита на личните данни.

### 3 месеца
Право да посещава детска ясла.

### 2 години
Право да посещава детска градина.

### 6 – 7 години
Право и задължение да посещава училище (предучилищна група).

### 14 години
- Право на избор на религия.
- Право да излиза без придружител до 22 часа и с придружител след това.
- Съгласие за осиновяване.
- Документ за самоличност.
- Наказателна отговорност.

### 16 години
- Право да напусне училище.
- Започване на работа при определени условия.
- За България (само след завършен 10-ти клас) и ЕС: право на свидетелство за управление на МПС от категории АМ и А1, в някои държави от ЕС и В1.[5]
- Взимане на самостоятелни решения относно здравни грижи.

### 17 години
За България: право на свидетелство за управление на МПС от категория В1.

### 18 години
След достигане на пълнолетие, индивидът има право чрез действията си да придобива права и да поема задължения. Това включва носенето на пълна наказателна отговорност и право на всички действия, за които няма друго конкретно възрастово ограничение, например:
- Разпореждане с личните финансови средства и използване на всички банкови услуги.
- Сключване на договор и учредяване на юридическо лице.
- Започване на работа.
- Право на движимо и недвижимо имущество.
- Право да купува различни стоки с възрастово ограничение като цигари, алкохол, пиротехнически средства, хазарт.
- Свободно движение, ако няма други законови ограничения.
- Право да състави завещание.
- Гласуване на избори и право за кандидатиране на местни изборни длъжности (кмет, общински съветник).
- За България и ЕС: право на свидетелство за управление на МПС – категории А2, В, ВЕ, С1 и С1Е.[5]

Някои права се прекратяват при пълнолетие, като например правото на осиновяване, правото на издръжка и наследствена пенсия (за България може да продължи издръжката до 25 и пенсията до 26 години, ако лицето е учащ).

### 20 години
За ЕС: право на свидетелство за управление на МПС – категория А, но ако има 2 години А2 (мин. възраст за А2 – 18 години), което се получава ако има 2 години А1 (мин. възраст за А1 – 16 години).

### 21 години
На тази възраст гражданите на Европейския съюз имат право да бъда избирани за народни представители в европейския и националния парламент.
За България и ЕС: право на свидетелство за управление на МПС от категории С, СЕ, D1 и D1Е.

### 24 години
За България: право на свидетелство за управление на МПС категория А (може и по-рано, ако притежава А2 от поне 2 години); за България и ЕС право на СУМПС категории D и DE. Реално 24 години е последното възрастово ограничение и достатъчно условие за всички категории МПС в повечето страни членки на ЕС; също така няма горна възрастова граница за СУМПС.

### 40 години
Според Конституцията на Република България всеки български гражданин може да се кандидатира за президент след навършване на 40-годишна възраст.

### след 60 години
В периода след 60 години в повечето държави възниква правото на пенсия, както и други права. Тази възраст се определя от законодателството и колективните трудови договори, приети в съответната държава, като според категорията труд е възможно и по-ранно и по-късно пенсиониране.

## Възраст при растенията
При някои дървесни видове, които растат в климатични пояси, характеризиращи се със смяна на сезоните, се образуват годишни пръстени в дървесината, по които може да се определя възрастта на растението.

## Възраст на Земята
Възрастта на Земята според съвременните геолози е около 4,54 милиарда години, с точност ± 0,05 милиарда. Възрастта на Земята е определена посредством радиоактивно датиране на материал от метеорити . Тяхната възраст отговаря на възрастта на най-старите открити земни и лунни проби.

## Възраст на Вселената
Възрастта на Вселената във физическата космология е времето, изминало от Големия взрив до днес. Текущите измервания на възрастта на Вселената сочат, че тя е на 13,799 ± 0,021 милиарда години в модела Ламбда-CDM.